# Суперкубок Турции по волейболу среди мужчин
Мужской суперкубок Турции по волейболу (тур. Voleybol Erkekler Süper Kupa) — ежегодное соревнование двух волейбольных клубов Турции, один из которых Чемпион Турции, а другой — Обладатель Кубка (или серебряный призёр чемпионата, если чемпион также выиграл и Кубок). Турнир организует Турецкая федерации волейбола. Он был впервые разыгран в 2009 году.

## Результаты
| Год  | Место   | Чемпион                         | 2-е место         | Счёт                          |
| ---- | ------- | ------------------------------- | ----------------- | ----------------------------- |
| 2009 | Стамбул | «Истанбул Бюйюкшехир Беледьеши» | «Аркасспор» Измир | 3:1 (26:24 16:25 25:22 25:21) |
| 2010 | Стамбул | «Зираатбанкаши» Анкара          | «Фенербахче»      | 3:1 (19:25 25:19 25:20 25:16) |
| 2011 | Стамбул | «Фенербахче»                    | «Аркасспор» Измир | 3:0 (25:17 25:20 25:22)       |
| 2012 | Стамбул | «Фенербахче»                    | «Галатасарай»     | 3:0 (25:18 25:19 25:23)       |

### Титулы
| Клуб                                    | Победы |
| --------------------------------------- | ------ |
| «Фенербахче» Стамбул                    | 2      |
| «Зираатбанкаши» Анкара                  | 1      |
| «Истанбул Бюйюкшехир Беледьеши» Стамбул | 1      |